# Славянская волость (Изюмский уезд)
Славянская во́лость — историческая административно-территориальная единица Изюмского уезда Харьковской губернии с волостным правлением в заштатном городе Славянске. В 8 верстах - православная церковь, в 3 верстах - железнодорожная станция Славянская.
По состоянию на 1885 год состояла из 15 поселений, 3 сельских общин. Население — 7126 человек (3820 человек мужского пола и 3306 — женского), 653 дворовых хозяйств.
|                       | Площадь | В т.ч. пахотной |
| --------------------- | ------- | --------------- |
| Сельских общин        | 12798   | 11827           |
| Частной собственности | 760     | 122             |
| Другой собственности  | 3066    | 188             |
| В целом               | 16624   | 12137           |

Основные поселения волости:
- Маяки - бывшая государственная слобода при реке Северский Донец. В слободе 446 дворов, 2262 жителя, 2 православных церкви, 2 лавки.[1]

Храмы волости:
- Воскресенская церковь в заштатном городе Славянске.[2]
- Всехсвятская церковь в заштатном городе Славянске.[2]
- Троицкая церковь в заштатном городе Славянске.[2]